# Cornedo Vicentino
Cornedo Vicentino (velenceiül Cornedo Visentin) település Olaszországban, Veneto régióban, Vicenza megyében. Lakosainak száma 11 678 fő (2023. január 1.). Cornedo Vicentino Brogliano, Castelgomberto, Malo, Monte di Malo, Valdagno és Isola Vicentina községekkel határos.

## Népesség
A település népességének változása:
| Lakosok száma | 12 012 | 11 982 | 11 678 |
|               | 2017   | 2018   | 2023   |